# 16e étape du Tour d'Italie 2022
Pour un article plus général, voir Tour d'Italie 2022.
La 16e étape du Tour d'Italie 2022 se déroule le mardi 24 mai 2022 de Salò (Lombardie) à Aprica (Lombardie), en Italie, sur une distance de 202 km.

## Parcours
Première étape de cette troisième semaine de course, la 16e étape relie Salò à Aprica sur 202 kilomètres. Trois ascensions sont répertoriées au programme : le Goletto di Cadino (30 km à 5 %, 1C), le Passo del Mortirolo (12,6 km à 7,6 %, 1C) et le Valico di Santa Cristina (13,5 km à 8 %, 1C) ; deux sprints intermédiaires jalonnent le parcours, à Edolo (km 112,6) et à Teglio (km 195,8). L'arrivée se situe en descente, à six kilomètres du dernier sommet.
La victoire d'étape devrait revenir à un grimpeur.

## Déroulement de la course
Dès le kilomètre zéro, une échappée se constitue, avec : le Belge Thomas De Gendt (Lotto-Soudal), le Britannique Mark Cavendish (Quick-Step Alpha Vinyl), le Danois Christopher Juul Jensen (BikeExchange Jayco), le Français Nans Peters (AG2R Citroën), les deux Néerlandais Pascal Eenkhoorn (Jumbo-Visma) et Mathieu van der Poel (Alpecin-Fenix). Ces six coureurs sont repris par un immense groupe de chasse ; ainsi, il faut attendre la première ascension pour instaurer une hiérarchie parmi les coureurs.
Au sommet du Goletto di Cadino (30 km à 5 %, 1C), l'Italien Giulio Ciccone (Trek-Segafredo) devance au sprint le maillot bleu néerlandais Koen Bouwman (Jumbo-Visma), avec onze secondes d'avance sur le reste de l'échappée, alors composée de seize coureurs, et de deux minutes et vingt secondes sur le groupe maillot rose.
Au sprint intermédiaire d'Edolo (km 112,6), Koen Bouwman précède l'Espagnol Alejandro Valverde (Movistar), dans un groupe de six coureurs : l'Allemand Lennard Kämna (Bora-Hansgrohe), l'Australien Chris Hamilton (DSM) et les deux Néerlandais Thymen Arensman (DSM) et Wouter Poels (Bahrain Victorious). Le groupe de chasse, composé de treize coureurs, compte un débours de cinquante-sept secondes et le groupe maillot rose de quatre minutes et trente-huit secondes.
Au sommet du Passo del Mortirolo (12,6 km à 7,6 %, 1C), Ciccone et Hamilton ne parviennent pas à suivre le groupe de tête mené par Koen Bouwman et passe ainsi avec cinquante-deux secondes de retard. Un groupe de chasse pointe à une minute, quant au groupe maillot rose, il compte un débours de quatre minutes et quarante-trois secondes.
Au sprint intermédiaire de Teglio (km 172), situé au sommet d'une montée non répertoriée (5,7 km à 8,2 %), Kämna devance Valverde, tandis que Bouwman et certains coureurs du groupe de chasse attendent d'être repris par le groupe maillot rose. Le Britannique Hugh Carthy (EF Education-EasyPost) ou encore le Tchèque Jan Hirt (Intermarché-Wanty-Gobert Matériaux) parviennent à rallier le groupe de tête.
Dans la montée du Valico di Santa Cristina (13,5 km à 8 %, 1C), Lennard Kämna, déjà vainqueur de l'Etna, s'isole ; derrière, Thymen Arensman part à sa recherche et, plus loin, un trio de chasse, composé de Hirt, Carthy et Valverde tentent d'opérer leur retour, mais c'est finalement le coureur tchèque qui réussit à faire son retour sur Arensman, celui-ci s'accroche jusqu'à rejoindre le coureur allemand. Dans le groupe maillot rose, il ne reste plus que les trois hommes forts du général : l'Australien Jai Hindley (Bora-Hansgrohe), le champion olympique équatotien et maillot rose Richard Carapaz (INEOS Grenadiers) et l'Espagnol Mikel Landa (Bahrain Victorious). Les autres outsiders, à l'instar de l'Italien Vincenzo Nibali (Astana Qazaqstan) ou du Portugais João Almeida (UAE Emirates) sont lâchés.
A deux kilomètres du sommet et à huit kilomètres de l'arrivée, Jan Hirt arrive enfin à décrocher Thymen Arensman de sa roue. L'écart ne cesse de diminuer, de vingt secondes au sommet, il passe à sept secondes à l'arrivée, grâce aux talents de bon descendeur du Néérlandais ; le groupe maillot rose pointe à plus d'une minute.
A l'arrivée à Aprica, Jan Hirt s'impose et signe sa première victoire World Tour. Déçu, Thymen Arensman arrive sept secondes après le vainqueur du jour ; derrière, Jai Hindley devance Richard Carapaz, Alejandro Valverde et Mikel Landa, à une minute et vingt-quatre secondes.
Rien ne change au niveau des différents classements : Richard Carapaz conserve le maillot rose, João Almeida le maillot blanc, Koen Bouwman le maillot bleu et le Français Arnaud Démare (Groupama FDJ) le maillot violet. L'équipe Bora-Hansgrohe mène au classement par équipes.

## Résultats

### Classement de l'étape
| \| Classement de l'étape \| Classement de l'étape \| Classement de l'étape \| Classement de l'étape \| Classement de l'étape \| \| Coureur \| Coureur \| Pays \| Équipe \| Temps \| \| --------------------- \| --------------------- \| --------------------- \| ---------------------------------- \| --------------------- \| \| 1er \| Jan Hirt \| Tchéquie \| Intermarché-Wanty-Gobert Matériaux \| 5 h 40 min 45 s \| \| 2e \| Thymen Arensman \| Pays-Bas \| Team DSM \| + 7 s \| \| 3e \| Jai Hindley \| Australie \| Bora-Hansgrohe \| + 1 min 24 s \| \| 4e \| Richard Carapaz \| Équateur \| Ineos Grenadiers \| + 1 min 24 s \| \| 5e \| Alejandro Valverde \| Espagne \| Movistar Team \| + 1 min 24 s \| \| 6e \| Mikel Landa \| Espagne \| Bahrain Victorious \| + 1 min 24 s \| \| 7e \| Lennard Kämna \| Allemagne \| Bora-Hansgrohe \| + 1 min 38 s \| \| 8e \| João Almeida \| Portugal \| UAE Team Emirates \| + 1 min 38 s \| \| 9e \| Vincenzo Nibali \| Italie \| Astana Qazaqstan Team \| + 2 min 06 s \| \| 10e \| Hugh Carthy \| Royaume-Uni \| EF Education-EasyPost \| + 2 min 53 s \| |                    |             |                                    |                 |
| |                    |             |                                    |                 |
| Source : ProCyclingStats |                    |             |                                    |                 |
| Classement de l'étape |                    |             |                                    |                 |
| Coureur | Coureur            | Pays        | Équipe                             | Temps           |
| 1er | Jan Hirt           | Tchéquie    | Intermarché-Wanty-Gobert Matériaux | 5 h 40 min 45 s |
| 2e | Thymen Arensman    | Pays-Bas    | Team DSM                           | + 7 s           |
| 3e | Jai Hindley        | Australie   | Bora-Hansgrohe                     | + 1 min 24 s    |
| 4e | Richard Carapaz    | Équateur    | Ineos Grenadiers                   | + 1 min 24 s    |
| 5e | Alejandro Valverde | Espagne     | Movistar Team                      | + 1 min 24 s    |
| 6e | Mikel Landa        | Espagne     | Bahrain Victorious                 | + 1 min 24 s    |
| 7e | Lennard Kämna      | Allemagne   | Bora-Hansgrohe                     | + 1 min 38 s    |
| 8e | João Almeida       | Portugal    | UAE Team Emirates                  | + 1 min 38 s    |
| 9e | Vincenzo Nibali    | Italie      | Astana Qazaqstan Team              | + 2 min 06 s    |
| 10e | Hugh Carthy        | Royaume-Uni | EF Education-EasyPost              | + 2 min 53 s    |

### Points attribués pour le classement par points
| Sprint intermédiaire Edolo (km 112.6) | Sprint intermédiaire Edolo (km 112.6) | Sprint intermédiaire Edolo (km 112.6) | Sprint intermédiaire Edolo (km 112.6) | Sprint intermédiaire Edolo (km 112.6) |
| ------------------------------------- | ------------------------------------- | ------------------------------------- | ------------------------------------- | ------------------------------------- |
|                                       | Coureur                               | Pays                                  | Équipe                                | Point(s)                              |
| 1er                                   | Koen Bouwman                          | Pays-Bas                              | Jumbo-Visma                           | 12                                    |
| 2e                                    | Alejandro Valverde                    | Espagne                               | Movistar                              | 8                                     |
| 3e                                    | Chris Hamilton                        | Australie                             | Team DSM                              | 6                                     |
| 4e                                    | Thymen Arensman                       | Pays-Bas                              | Team DSM                              | 5                                     |
| 5e                                    | Wout Poels                            | Pays-Bas                              | Bahrain Victorious                    | 4                                     |
| 6e                                    | Lennard Kämna                         | Allemagne                             | Bora-Hansgrohe                        | 3                                     |
| 7e                                    | Lorenzo Rota                          | Italie                                | Intermarché-Wanty-Gobert Matériaux    | 2                                     |
| 8e                                    | Dario Cataldo                         | Italie                                | Trek-Segafredo                        | 1                                     |
| modifier                              |                                       |                                       |                                       |                                       |

| Arrivée d'étape Aprica (km 202) | Arrivée d'étape Aprica (km 202) | Arrivée d'étape Aprica (km 202) | Arrivée d'étape Aprica (km 202)    | Arrivée d'étape Aprica (km 202) |
| ------------------------------- | ------------------------------- | ------------------------------- | ---------------------------------- | ------------------------------- |
|                                 | Coureur                         | Pays                            | Équipe                             | Point(s)                        |
| 1er                             | Jan Hirt                        | République tchèque              | Intermarché-Wanty-Gobert Matériaux | 15                              |
| 2e                              | Thymen Arensman                 | Australie                       | Team DSM                           | 12                              |
| 3e                              | Jai Hindley                     | Australie                       | Bora-Hansgrohe                     | 9                               |
| 4e                              | Richard Carapaz                 | Équateur                        | Ineos Grenadiers                   | 7                               |
| 5e                              | Alejandro Valverde              | Espagne                         | Movistar                           | 6                               |
| 6e                              | Mikel Landa                     | Espagne                         | Bahrain Victorious                 | 5                               |
| 7e                              | Lennard Kämna                   | Allemagne                       | Bora-Hansgrohe                     | 4                               |
| 8e                              | João Almeida                    | Portugal                        | UAE Emirates                       | 3                               |
| 9e                              | Vincenzo Nibali                 | Espagne                         | Astana Qazaqstan                   | 2                               |
| 10e                             | Hugh Carthy                     | Grande-Bretagne                 | EF Education-EasyPost              | 1                               |
| modifier                        |                                 |                                 |                                    |                                 |

### Points attribués pour le classement du meilleur grimpeur
| Goletto Di Cadino (km 59.2) 1re catégorie (19 km à 6,2%) | Goletto Di Cadino (km 59.2) 1re catégorie (19 km à 6,2%) | Goletto Di Cadino (km 59.2) 1re catégorie (19 km à 6,2%) | Goletto Di Cadino (km 59.2) 1re catégorie (19 km à 6,2%) | Goletto Di Cadino (km 59.2) 1re catégorie (19 km à 6,2%) |
| -------------------------------------------------------- | -------------------------------------------------------- | -------------------------------------------------------- | -------------------------------------------------------- | -------------------------------------------------------- |
|                                                          | Coureur                                                  | Pays                                                     | Équipe                                                   | Point(s)                                                 |
| 1er                                                      | Giulio Ciccone                                           | Italie                                                   | Trek-Segafredo                                           | 40                                                       |
| 2e                                                       | Koen Bouwman                                             | Pays-Bas                                                 | Jumbo-Visma                                              | 18                                                       |
| 3e                                                       | Lennard Kämna                                            | Allemagne                                                | Bora-Hansgrohe                                           | 12                                                       |
| 4e                                                       | Thymen Arensman                                          | Pays-Bas                                                 | Team DSM                                                 | 9                                                        |
| 5e                                                       | Wilco Kelderman                                          | Pays-Bas                                                 | Bora-Hansgrohe                                           | 6                                                        |
| 6e                                                       | Alejandro Valverde                                       | Espagne                                                  | Movistar                                                 | 4                                                        |
| 7e                                                       | Davide Formolo                                           | Italie                                                   | UAE Emirates                                             | 2                                                        |
| 8e                                                       | Chris Hamilton                                           | Australie                                                | Team DSM                                                 | 1                                                        |
| modifier                                                 |                                                          |                                                          |                                                          |                                                          |

| Passo del Mortirolo (km 129.9) 1re catégorie (12,8 km à 7,5%) | Passo del Mortirolo (km 129.9) 1re catégorie (12,8 km à 7,5%) | Passo del Mortirolo (km 129.9) 1re catégorie (12,8 km à 7,5%) | Passo del Mortirolo (km 129.9) 1re catégorie (12,8 km à 7,5%) | Passo del Mortirolo (km 129.9) 1re catégorie (12,8 km à 7,5%) |
| ------------------------------------------------------------- | ------------------------------------------------------------- | ------------------------------------------------------------- | ------------------------------------------------------------- | ------------------------------------------------------------- |
|                                                               | Coureur                                                       | Pays                                                          | Équipe                                                        | Point(s)                                                      |
| 1er                                                           | Koen Bouwman                                                  | Pays-Bas                                                      | Jumbo-Visma                                                   | 40                                                            |
| 2e                                                            | Lennard Kämna                                                 | Allemagne                                                     | Bora-Hansgrohe                                                | 18                                                            |
| 3e                                                            | Thymen Arensman                                               | Pays-Bas                                                      | Team DSM                                                      | 12                                                            |
| 4e                                                            | Alejandro Valverde                                            | Espagne                                                       | Movistar                                                      | 9                                                             |
| 5e                                                            | Hugh Carthy                                                   | Grande-Bretagne                                               | EF Education-EasyPost                                         | 6                                                             |
| 6e                                                            | Wout Poels                                                    | Pays-Bas                                                      | Bahrain Victorious                                            | 4                                                             |
| 7e                                                            | Jan Hirt                                                      | République tchèque                                            | Intermarché-Wanty-Gobert Matériaux                            | 2                                                             |
| 8e                                                            | Giulio Ciccone                                                | Italie                                                        | Trek-Segafredo                                                | 1                                                             |
| modifier                                                      |                                                               |                                                               |                                                               |                                                               |

| \| Valico di Santa Cristina (km 195.8) 1re catégorie (12,7 km à 8,1%) \| Valico di Santa Cristina (km 195.8) 1re catégorie (12,7 km à 8,1%) \| Valico di Santa Cristina (km 195.8) 1re catégorie (12,7 km à 8,1%) \| Valico di Santa Cristina (km 195.8) 1re catégorie (12,7 km à 8,1%) \| Valico di Santa Cristina (km 195.8) 1re catégorie (12,7 km à 8,1%) \| \| ------------------------------------------------------------------ \| ------------------------------------------------------------------ \| ------------------------------------------------------------------ \| ------------------------------------------------------------------ \| ------------------------------------------------------------------ \| \| \| Coureur \| Pays \| Équipe \| Point(s) \| \| 1er \| Jan Hirt \| République tchèque \| Intermarché-Wanty-Gobert Matériaux \| 40 \| \| 2e \| Thymen Arensman \| Pays-Bas \| Team DSM \| 18 \| \| 3e \| Jai Hindley \| Australie \| Bora-Hansgrohe \| 12 \| \| 4e \| Richard Carapaz \| Équateur \| Ineos Grenadiers \| 9 \| \| 5e \| Mikel Landa \| Espagne \| Bahrain Victorious \| 6 \| \| 6e \| Alejandro Valverde \| Espagne \| Movistar \| 4 \| \| 7e \| João Almeida \| Portugal \| UAE Emirates \| 2 \| \| 8e \| Lennard Kämna \| Allemagne \| Bora-Hansgrohe \| 1 \| \| modifier \| \| \| \| \| |                    |                    |                                    |          |
| Valico di Santa Cristina (km 195.8) 1re catégorie (12,7 km à 8,1%) |                    |                    |                                    |          |
| | Coureur            | Pays               | Équipe                             | Point(s) |
| 1er | Jan Hirt           | République tchèque | Intermarché-Wanty-Gobert Matériaux | 40       |
| 2e | Thymen Arensman    | Pays-Bas           | Team DSM                           | 18       |
| 3e | Jai Hindley        | Australie          | Bora-Hansgrohe                     | 12       |
| 4e | Richard Carapaz    | Équateur           | Ineos Grenadiers                   | 9        |
| 5e | Mikel Landa        | Espagne            | Bahrain Victorious                 | 6        |
| 6e | Alejandro Valverde | Espagne            | Movistar                           | 4        |
| 7e | João Almeida       | Portugal           | UAE Emirates                       | 2        |
| 8e | Lennard Kämna      | Allemagne          | Bora-Hansgrohe                     | 1        |
| modifier |                    |                    |                                    |          |

### Classements aux points intermédiaires
| Sprint intermédiaire Edolo (km 112.6) | Sprint intermédiaire Edolo (km 112.6) | Sprint intermédiaire Edolo (km 112.6) | Sprint intermédiaire Edolo (km 112.6) | Sprint intermédiaire Edolo (km 112.6) |
| ------------------------------------- | ------------------------------------- | ------------------------------------- | ------------------------------------- | ------------------------------------- |
|                                       | Coureur                               | Pays                                  | Équipe                                | Point(s)                              |
| 1er                                   | Koen Bouwman                          | Pays-Bas                              | Jumbo-Visma                           | 10                                    |
| 2e                                    | Alejandro Valverde                    | Espagne                               | Movistar                              | 6                                     |
| 3e                                    | Chris Hamilton                        | Australie                             | Team DSM                              | 3                                     |
| 4e                                    | Thymen Arensman                       | Pays-Bas                              | Team DSM                              | 2                                     |
| 5e                                    | Wout Poels                            | Pays-Bas                              | Bahrain Victorious                    | 1                                     |
| modifier                              |                                       |                                       |                                       |                                       |

| Sprint intermédiaire Teglio (km 172) | Sprint intermédiaire Teglio (km 172) | Sprint intermédiaire Teglio (km 172) | Sprint intermédiaire Teglio (km 172) | Sprint intermédiaire Teglio (km 172) |
| ------------------------------------ | ------------------------------------ | ------------------------------------ | ------------------------------------ | ------------------------------------ |
|                                      | Coureur                              | Pays                                 | Équipe                               | Point(s)                             |
| 1er                                  | Lennard Kämna                        | Allemagne                            | Bora-Hansgrohe                       | 10                                   |
| 2e                                   | Alejandro Valverde                   | Espagne                              | Movistar                             | 6                                    |
| 3e                                   | Thymen Arensman                      | Pays-Bas                             | Team DSM                             | 3                                    |
| 4e                                   | Hugh Carthy                          | Grande-Bretagne                      | EF Education-EasyPost                | 2                                    |
| 5e                                   | Jan Hirt                             | République tchèque                   | Intermarché-Wanty-Gobert Matériaux   | 1                                    |
| modifier                             |                                      |                                      |                                      |                                      |

### Bonifications
|   | Coureur            | Pays      | Équipe         | Secondes |
| - | ------------------ | --------- | -------------- | -------- |
| 1 | Lennard Kämna      | Allemagne | Bora-Hansgrohe | 3 s      |
| 2 | Alejandro Valverde | Espagne   | Movistar       | 2 s      |
| 3 | Thymen Arensman    | Pays-Bas  | Team DSM       | 2 s      |

|   | Coureur         | Pays               | Équipe                             | Secondes |
| - | --------------- | ------------------ | ---------------------------------- | -------- |
| 1 | Jan Hirt        | République tchèque | Intermarché-Wanty-Gobert Matériaux | 10 s     |
| 2 | Thymen Arensman | Pays-Bas           | Team DSM                           | 6 s      |
| 3 | Jai Hindley     | Australie          | Bora-Hansgrohe                     | 4 s      |

## Classements à l'issue de l'étape

### Classement général
| \| Classement général \| Classement général \| Classement général \| Classement général \| Classement général \| \| Coureur \| Coureur \| Pays \| Équipe \| Temps \| \| ------------------ \| ------------------ \| ------------------ \| ---------------------------------- \| ------------------ \| \| 1er \| Richard Carapaz \| Équateur \| Ineos Grenadiers \| 68 h 49 min 06 s \| \| 2e \| Jai Hindley \| Australie \| Bora-Hansgrohe \| + 3 s \| \| 3e \| João Almeida \| Portugal \| UAE Team Emirates \| + 44 s \| \| 4e \| Mikel Landa \| Espagne \| Bahrain Victorious \| + 59 s \| \| 5e \| Vincenzo Nibali \| Italie \| Astana Qazaqstan Team \| + 3 min 40 s \| \| 6e \| Domenico Pozzovivo \| Italie \| Intermarché-Wanty-Gobert Matériaux \| + 3 min 48 s \| \| 7e \| Pello Bilbao \| Espagne \| Bahrain Victorious \| + 3 min 51 s \| \| 8e \| Emanuel Buchmann \| Allemagne \| Bora-Hansgrohe \| + 4 min 45 s \| \| 9e \| Jan Hirt \| Tchéquie \| Intermarché-Wanty-Gobert Matériaux \| + 7 min 42 s \| \| 10e \| Alejandro Valverde \| Espagne \| Movistar Team \| + 9 min 04 s \| |                    |           |                                    |                  |
| |                    |           |                                    |                  |
| Source : ProCyclingStats |                    |           |                                    |                  |
| Classement général |                    |           |                                    |                  |
| Coureur | Coureur            | Pays      | Équipe                             | Temps            |
| 1er | Richard Carapaz    | Équateur  | Ineos Grenadiers                   | 68 h 49 min 06 s |
| 2e | Jai Hindley        | Australie | Bora-Hansgrohe                     | + 3 s            |
| 3e | João Almeida       | Portugal  | UAE Team Emirates                  | + 44 s           |
| 4e | Mikel Landa        | Espagne   | Bahrain Victorious                 | + 59 s           |
| 5e | Vincenzo Nibali    | Italie    | Astana Qazaqstan Team              | + 3 min 40 s     |
| 6e | Domenico Pozzovivo | Italie    | Intermarché-Wanty-Gobert Matériaux | + 3 min 48 s     |
| 7e | Pello Bilbao       | Espagne   | Bahrain Victorious                 | + 3 min 51 s     |
| 8e | Emanuel Buchmann   | Allemagne | Bora-Hansgrohe                     | + 4 min 45 s     |
| 9e | Jan Hirt           | Tchéquie  | Intermarché-Wanty-Gobert Matériaux | + 7 min 42 s     |
| 10e | Alejandro Valverde | Espagne   | Movistar Team                      | + 9 min 04 s     |

| Classement par points | Classement par points | Classement par points | Classement par points           | Classement par points |
| Coureur               | Coureur               | Pays                  | Équipe                          | Points                |
| --------------------- | --------------------- | --------------------- | ------------------------------- | --------------------- |
| 1er                   | Arnaud Démare         | France                | Groupama-FDJ                    | 238 pts               |
| 2e                    | Mark Cavendish        | Royaume-Uni           | Quick-Step Alpha Vinyl          | 121 pts               |
| 3e                    | Fernando Gaviria      | Colombie              | UAE Team Emirates               | 117 pts               |
| 4e                    | Mathieu van der Poel  | Pays-Bas              | Alpecin-Fenix                   | 91 pts                |
| 5e                    | Alberto Dainese       | Italie                | Team DSM                        | 81 pts                |
| 6e                    | Phil Bauhaus          | Allemagne             | Bahrain Victorious              | 72 pts                |
| 7e                    | Filippo Tagliani      | Italie                | Drone Hopper-Androni Giocattoli | 70 pts                |
| 8e                    | Simone Consonni       | Italie                | Cofidis                         | 67 pts                |
| 9e                    | Thomas De Gendt       | Belgique              | Lotto-Soudal                    | 53 pts                |
| 10e                   | Richard Carapaz       | Équateur              | Ineos Grenadiers                | 49 pts                |

| Classement par points | Classement par points | Classement par points | Classement par points           | Classement par points |
| Coureur               | Coureur               | Pays                  | Équipe                          | Points                |
| --------------------- | --------------------- | --------------------- | ------------------------------- | --------------------- |
| 1er                   | Arnaud Démare         | France                | Groupama-FDJ                    | 238 pts               |
| 2e                    | Mark Cavendish        | Royaume-Uni           | Quick-Step Alpha Vinyl          | 121 pts               |
| 3e                    | Fernando Gaviria      | Colombie              | UAE Team Emirates               | 117 pts               |
| 4e                    | Mathieu van der Poel  | Pays-Bas              | Alpecin-Fenix                   | 91 pts                |
| 5e                    | Alberto Dainese       | Italie                | Team DSM                        | 81 pts                |
| 6e                    | Phil Bauhaus          | Allemagne             | Bahrain Victorious              | 72 pts                |
| 7e                    | Filippo Tagliani      | Italie                | Drone Hopper-Androni Giocattoli | 70 pts                |
| 8e                    | Simone Consonni       | Italie                | Cofidis                         | 67 pts                |
| 9e                    | Thomas De Gendt       | Belgique              | Lotto-Soudal                    | 53 pts                |
| 10e                   | Richard Carapaz       | Équateur              | Ineos Grenadiers                | 49 pts                |

| Classement de la montagne | Classement de la montagne | Classement de la montagne | Classement de la montagne          | Classement de la montagne |
| Coureur                   | Coureur                   | Pays                      | Équipe                             | Points                    |
| ------------------------- | ------------------------- | ------------------------- | ---------------------------------- | ------------------------- |
| 1er                       | Koen Bouwman              | Pays-Bas                  | Jumbo-Visma                        | 167 pts                   |
| 2e                        | Giulio Ciccone            | Italie                    | Trek-Segafredo                     | 99 pts                    |
| 4e                        | Jai Hindley               | Australie                 | Bora-Hansgrohe                     | 74 pts                    |
| 5e                        | Lennard Kämna             | Allemagne                 | Bora-Hansgrohe                     | 74 pts                    |
| 6e                        | Richard Carapaz           | Équateur                  | Ineos Grenadiers                   | 65 pts                    |
| 7e                        | Jan Hirt                  | Tchéquie                  | Intermarché-Wanty-Gobert Matériaux | 42 pts                    |
| 8e                        | Wilco Kelderman           | Pays-Bas                  | Bora-Hansgrohe                     | 42 pts                    |
| 9e                        | Bauke Mollema             | Pays-Bas                  | Trek-Segafredo                     | 40 pts                    |
| 10e                       | Thymen Arensman           | Pays-Bas                  | Team DSM                           | 39 pts                    |

| Classement de la montagne | Classement de la montagne | Classement de la montagne | Classement de la montagne          | Classement de la montagne |
| Coureur                   | Coureur                   | Pays                      | Équipe                             | Points                    |
| ------------------------- | ------------------------- | ------------------------- | ---------------------------------- | ------------------------- |
| 1er                       | Koen Bouwman              | Pays-Bas                  | Jumbo-Visma                        | 167 pts                   |
| 2e                        | Giulio Ciccone            | Italie                    | Trek-Segafredo                     | 99 pts                    |
| 4e                        | Jai Hindley               | Australie                 | Bora-Hansgrohe                     | 74 pts                    |
| 5e                        | Lennard Kämna             | Allemagne                 | Bora-Hansgrohe                     | 74 pts                    |
| 6e                        | Richard Carapaz           | Équateur                  | Ineos Grenadiers                   | 65 pts                    |
| 7e                        | Jan Hirt                  | Tchéquie                  | Intermarché-Wanty-Gobert Matériaux | 42 pts                    |
| 8e                        | Wilco Kelderman           | Pays-Bas                  | Bora-Hansgrohe                     | 42 pts                    |
| 9e                        | Bauke Mollema             | Pays-Bas                  | Trek-Segafredo                     | 40 pts                    |
| 10e                       | Thymen Arensman           | Pays-Bas                  | Team DSM                           | 39 pts                    |

| Classement du meilleur jeune | Classement du meilleur jeune | Classement du meilleur jeune | Classement du meilleur jeune | Classement du meilleur jeune |
| Coureur                      | Coureur                      | Pays                         | Équipe                       | Temps                        |
| ---------------------------- | ---------------------------- | ---------------------------- | ---------------------------- | ---------------------------- |
| 1er                          | João Almeida                 | Portugal                     | UAE Team Emirates            | 68 h 49 min 50 s             |
| 2e                           | Juan Pedro López             | Espagne                      | Trek-Segafredo               | + 9 min 11 s                 |
| 3e                           | Thymen Arensman              | Pays-Bas                     | Team DSM                     | + 9 min 39 s                 |
| 4e                           | Santiago Buitrago            | Colombie                     | Bahrain Victorious           | + 22 min 34 s                |
| 5e                           | Pavel Sivakov                | France                       | Ineos Grenadiers             | + 27 min 40 s                |
| 6e                           | Luca Covili                  | Italie                       | Bardiani CSF Faizanè         | + 1 h 00 min 08 s            |
| 7e                           | Mauri Vansevenant            | Belgique                     | Quick-Step Alpha Vinyl       | + 1 h 21 min 46 s            |
| 8e                           | Vadim Pronskiy               | Kazakhstan                   | Astana Qazaqstan Team        | + 1 h 24 min 03 s            |
| 9e                           | Jhonatan Narváez             | Équateur                     | Ineos Grenadiers             | + 1 h 37 min 44 s            |
| 10e                          | Iván Sosa                    | Colombie                     | Movistar Team                | + 1 h 39 min 56 s            |

| Classement du meilleur jeune | Classement du meilleur jeune | Classement du meilleur jeune | Classement du meilleur jeune | Classement du meilleur jeune |
| Coureur                      | Coureur                      | Pays                         | Équipe                       | Temps                        |
| ---------------------------- | ---------------------------- | ---------------------------- | ---------------------------- | ---------------------------- |
| 1er                          | João Almeida                 | Portugal                     | UAE Team Emirates            | 68 h 49 min 50 s             |
| 2e                           | Juan Pedro López             | Espagne                      | Trek-Segafredo               | + 9 min 11 s                 |
| 3e                           | Thymen Arensman              | Pays-Bas                     | Team DSM                     | + 9 min 39 s                 |
| 4e                           | Santiago Buitrago            | Colombie                     | Bahrain Victorious           | + 22 min 34 s                |
| 5e                           | Pavel Sivakov                | France                       | Ineos Grenadiers             | + 27 min 40 s                |
| 6e                           | Luca Covili                  | Italie                       | Bardiani CSF Faizanè         | + 1 h 00 min 08 s            |
| 7e                           | Mauri Vansevenant            | Belgique                     | Quick-Step Alpha Vinyl       | + 1 h 21 min 46 s            |
| 8e                           | Vadim Pronskiy               | Kazakhstan                   | Astana Qazaqstan Team        | + 1 h 24 min 03 s            |
| 9e                           | Jhonatan Narváez             | Équateur                     | Ineos Grenadiers             | + 1 h 37 min 44 s            |
| 10e                          | Iván Sosa                    | Colombie                     | Movistar Team                | + 1 h 39 min 56 s            |

| Classement par équipes | Classement par équipes             | Classement par équipes | Classement par équipes |
| Équipe                 | Équipe                             | Pays                   | Temps                  |
| ---------------------- | ---------------------------------- | ---------------------- | ---------------------- |
| 1re                    | Bora-Hansgrohe                     | Allemagne              | 206 h 33 min 39 s      |
| 2e                     | Bahrain Victorious                 | Bahreïn                | + 6 h 00 min 58 s      |
| 3e                     | Intermarché-Wanty-Gobert Matériaux | Belgique               | + 32 min 14 s          |
| 4e                     | Ineos Grenadiers                   | Royaume-Uni            | + 59 min 08 s          |
| 5e                     | Trek-Segafredo                     | États-Unis             | + 1 h 21 min 09 s      |
| 6e                     | Astana Qazaqstan Team              | Kazakhstan             | + 1 h 26 min 31 s      |
| 7e                     | UAE Team Emirates                  | Émirats arabes unis    | + 1 h 46 min 03 s      |
| 8e                     | BikeExchange-Jayco                 | Australie              | + 2 h 02 min 02 s      |
| 9e                     | Team DSM                           | Pays-Bas               | + 2 h 17 min 54 s      |
| 10e                    | Movistar Team                      | Espagne                | + 2 h 23 min 36 s      |

| Classement par équipes | Classement par équipes             | Classement par équipes | Classement par équipes |
| Équipe                 | Équipe                             | Pays                   | Temps                  |
| ---------------------- | ---------------------------------- | ---------------------- | ---------------------- |
| 1re                    | Bora-Hansgrohe                     | Allemagne              | 206 h 33 min 39 s      |
| 2e                     | Bahrain Victorious                 | Bahreïn                | + 6 h 00 min 58 s      |
| 3e                     | Intermarché-Wanty-Gobert Matériaux | Belgique               | + 32 min 14 s          |
| 4e                     | Ineos Grenadiers                   | Royaume-Uni            | + 59 min 08 s          |
| 5e                     | Trek-Segafredo                     | États-Unis             | + 1 h 21 min 09 s      |
| 6e                     | Astana Qazaqstan Team              | Kazakhstan             | + 1 h 26 min 31 s      |
| 7e                     | UAE Team Emirates                  | Émirats arabes unis    | + 1 h 46 min 03 s      |
| 8e                     | BikeExchange-Jayco                 | Australie              | + 2 h 02 min 02 s      |
| 9e                     | Team DSM                           | Pays-Bas               | + 2 h 17 min 54 s      |
| 10e                    | Movistar Team                      | Espagne                | + 2 h 23 min 36 s      |

## Abandons
- Jonathan Caicedo (EF Education-EasyPost) : non-partant
- Natnael Tesfatsion (Drone Hopper-Androni Giocattoli) : abandon
- Loïc Vliegen (Intermarché-Wanty-Gobert Matériaux) : abandon